# فهرست پررفت‌وآمدترین فرودگاه‌ها در سوئیس
این مقاله شامل فهرست پررفت‌وآمدترین فرودگاه‌ها در سوئیس است.

## ۲۰۱۱

### Switzerland's 7 busiest airports by passenger traffic[۱]
| رتبه | فرودگاه                            | مکان        | مجموع مسافران | تغییرات سالانه | تغییر رتبه |
| ---- | ---------------------------------- | ----------- | ------------- | -------------- | ---------- |
| ۱    | فرودگاه زوریخ                      | زوریخ       | ۲۴,۳۱۳,۲۵۰    | ۶٫۴%           | بی‌تغییر    |
| ۲    | فرودگاه بین‌المللی ژنو              | ژنو         | ۱۳,۰۰۳,۶۱۱    | ۱۰٫۷%          | بی‌تغییر    |
| ۳    | فرودگاه باسل-مولهووس-فریبورگ اروپا | بازل        | ۵,۰۲۰,۹۸۷     | ۲۲٫۸%          | بی‌تغییر    |
| ۴    | فرودگاه برن                        | برن (شهر)   | ۱۶۹,۲۸۸       | ۹۶٫۹%          | ۱          |
| ۵    | فرودگاه لوگانو                     | لوگنو       | ۱۶۵,۰۵۴       | ۳٫۵%           | ۱          |
| ۶    | فرودگاه سنت گالن-آلترنهاین         | سنت گالن    | ۹۴,۸۳۴        | ۳۸٫۷%          | بی‌تغییر    |
| ۷    | فرودگاه سیون                       | سیون، سوئیس | ۶,۳۱۵         | ۶۱٫۴%          | بی‌تغییر    |

## ۲۰۱۰

### ۷ فرودگاه پررفت‌وآمد درسوئیسبر پایهٔ جابه‌جایی مسافر[۲]
| رتبه | فرودگاه                            | مکان        | مجموع مسافران | تغییرات سالانه | تغییر رتبه |
| ---- | ---------------------------------- | ----------- | ------------- | -------------- | ---------- |
| ۱    | فرودگاه زوریخ                      | زوریخ       | ۲۲٬۸۵۴٬۳۵۸    | ۴٫۳%           | بی‌تغییر    |
| ۲    | فرودگاه بین‌المللی ژنو              | ژنو         | ۱۱٬۷۴۸٬۹۷۲    | ۵٫۱%           | بی‌تغییر    |
| ۳    | فرودگاه باسل-مولهووس-فریبورگ اروپا | بازل        | ۴٬۰۸۷٬۹۳۱     | ۷٫۰%           | بی‌تغییر    |
| ۴    | فرودگاه لوگانو                     | لوگنو       | ۱۵۹٬۴۹۷       | ۱٫۵%           | بی‌تغییر    |
| ۵    | فرودگاه برن                        | برن (شهر)   | ۸۵٬۹۸۱        | ۹٫۶%           | بی‌تغییر    |
| ۶    | فرودگاه سنت گالن-آلترنهاین         | سنت گالن    | ۶۸٬۳۹۵        | ۶٫۷%           | بی‌تغییر    |
| ۷    | فرودگاه سیون                       | سیون، سوئیس | ۳٬۹۱۲         | ۱۹۲٫۲%         | بی‌تغییر    |